# Marco Lívio Druso (cônsul em 112 a.C.)
Marco Lívio Druso (em latim: m. 109 a.C.; Marcus Livius Drusus), dito o Censor, foi um político da gente Lívia da República Romana eleito cônsul em 112 a.C. com Lúcio Calpúrnio Pisão Cesonino. Era filho de Caio Lívio Druso, cônsul em 147 a.C., e pai de Marco Lívio Druso, o Tribuno, assassinado em 91 a.C..

## Antecedentes
Em 123 a.C., o tribuno Caio Graco estava em Cartago organizando a fundação da colônia de "Cartago Nova", uma aplicação de sua lei agrária reformista. Druso foi eleito tribuno no ano seguinte juntamente com Graco, que foi reeleito, no ano seguinte.
O Senado Romano, alarmado pelo crescente apoio popular amealhado por Graco, utilizou Druso, que era nobre, bem educado, rico e eloquente, para se opor às medidas dele e minar sua influência. Druso chegou a interpor o seu veto a algumas leis de Graco sem declarar nenhuma razão.

## Tribuno da plebe

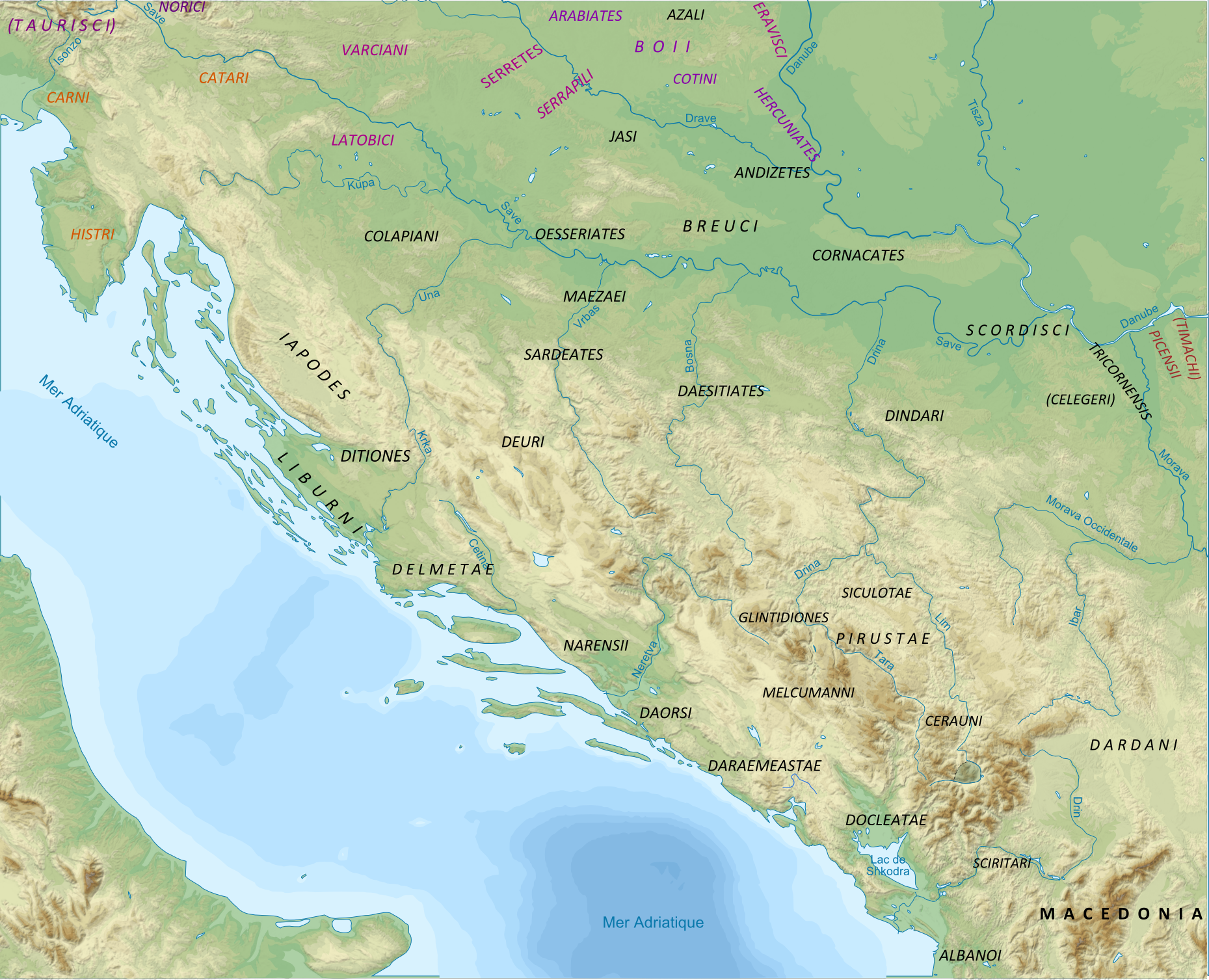
Tribos da baixa Panônia e da Ilíria na época de Druso. O território dos escordiscos (scordisci) está no centro, à direita. Sua capital, Singiduno, corresponde à moderna Belgrado, a capital da Sérvia.

Como tribuno, Druso vetou algumas das leis propostas por Graco e voltava a apresentá-las, dando ao Senado a chance de avaliá-las positivamente e passando ao povo a imagem de que os optimates eram amigos do povo. Este sistema ficou conhecido como "patronus senatus".
Seguindo o plano de seus aliados, Druso propôs a criação de doze colônias com 3 000 colonos cada uma para as classes mais baixas e a redução dos impostos para as propriedades distribuídas depois de 133 a.C.. Ele propôs ainda uma lei que protegia os aliados latinos de ataques dos romanos, inclusive durante o serviço militar, para obscurecer a oferta de cidadania romana feita por Caio Graco.
Em todas estas medidas, Druso sempre foi visto como isento de motivos sórdidos ou gananciosos. Ele não participou da fundação das colônias e nem reservou terras para si próprio, deixando para outros a gestão dos negócios que envolviam distribuição de dinheiro. Graco, por sua vez, se mostrava ansioso para controlar os fundos e se fez nomear um dos fundadores da colônia em Cartago. Além disso, Druso aproveitou-se habilmente de sua ausência para atacá-lo, desacreditando-o perante o povo.
A política e as leis de Druso durante seu tribunato são muito semelhantes às de seu filho, Marco Lívio Druso, o Tribuno, que foi assassinado durante seu mandato 31 anos depois. Por isso, é muito difícil determinar se as passagens nos autores clássicos estão se referindo ao pai ou ao filho e, em alguns casos, é provável que os dois tenham se confundido nas fontes antigas.
As propostas de Druso não chegaram a ser promulgadas, pois eram apenas uma cortina de fumaça, mas o plano funcionou perfeitamente, atrapalhando a aprovação e reduzindo o apoio a Caio Graco, que acabou não sendo reeleito novamente. Em seu lugar, Druso foi eleito em 122 a.C..

## Cônsul (112 a.C.)
Nada mais se sabe sobre Druso até 112 a.C., quando ele foi eleito cônsul juntamente com Lúcio Calpúrnio Pisão Cesonino. É bastante provável que ele tenha passado pelas demais magistraturas do cursus honorum — como edil e pretor — neste ínterim. Pode ser ainda que ele seja o pretor urbano mencionado em "Ad Heren.", de Cícero, e o pretor "Druso", cuja astúcia jurídica Cícero registrou em sua carta a Ático. Em seu mandato, Druso obteve a Macedônia como província consular e imediatamente assumiu a guerra contra os escordiscos. Teve tanto êxito em suas operações que não somente conseguiu rechaçar as invasões inimigas ao território romano, como cruzou o Danúbio e invadiu o território deles. Em seu regresso, foi recebido com honras, principalmente por que, pouco antes, os escordiscos haviam derrotado Caio Pórcio Catão.
É muito provável que tenha celebrado um triunfo, pois Suetônio menciona três triunfos para a gente Lívia, mas somente dois deles (ambos de Marco Lívio Salinador, cônsul em 217 e 209 a.C.) aparecem nos Fastos Triunfais.

## Censor
Plutarco menciona um Druso que morreu no cargo de censor e que tinha Marco Emílio Escauro como colega. Este teria se recusado a renunciar, como era a tradição, até que os tribunos da plebe ameaçaram prendê-lo. Esta censura corresponderia a este Marco Lívio Druso, que teria sido eleito em 109 a.C., pois uma inscrição nos Fastos Capitolinos indica que um dos censores teria morrido durante a magistratura (o nome se perdeu).